# Convento di San Francesco a Serino
Il convento di San Francesco è stato costruito da frati francescani nel 1612 a Serino.

## Descrizione
Esso era ed è fondato sull'amore per gli animali, infatti esso oggi resiste dopo circa 400 lunghi anni, resistendo anche al terremoto del 1980, che lo danneggiò.
In questo convento vivono ancora oggi dei frati, che portano avanti il monastero celebrando messe ed ospitando scolaresche e comitive di turisti.
Esso è formato da due parti: una formata dalla chiesa e dal chiostro, e un'altra con le stanze per gli ospiti. All'esterno sono presenti dei cortili, sul retro e davanti, dove c'è la statua di san Francesco d'Assisi. Il convento è inoltre circondato da mura.